# Anesthesietoestel

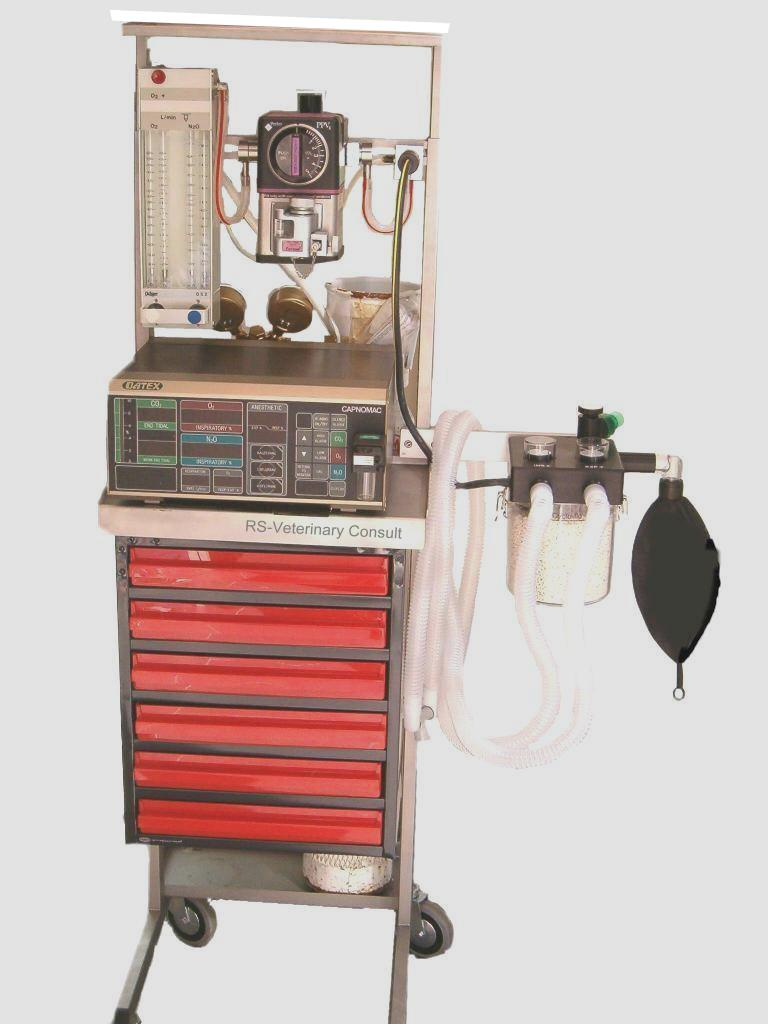
Anesthesietoestel voor diergeneeskundig gebruik

Een anesthesietoestel is een machine waarmee men aan een patiënt een gasmengsel kan toedienen dat zorgt voor een toestand van gecontroleerde algehele anesthesie. Een verouderde benaming is narcoseapparaat.
Het met het toestel toe te dienen gasmengsel bestaat uit zuurstof, soms  lachgas en een dampvormig anestheticum. De toegediende hoeveelheid zuurstof kan worden geregeld met een fijnregelkraan en afgelezen op een debietmeter (vado- of rotameter - deze bestaat uit een inwendig conische glazen buis met daarin een drijver. De gasstroom drukt de drijver omhoog in de buis en de hoogte van de drijver is het afleespunt van het debiet.)
Dikwijls zijn voor meerdere gassoorten (zuurstof, lachgas en perslucht) aparte flowmeters samengebracht in een behuizing, het flowmeterblok.
De stroom wordt geleid naar de verdamper, waarin het anestheticum van vloeibare vorm overgaat in damp. Met een regelknop kan nauwkeurig worden ingesteld hoeveel damp door de passerende gasstroom wordt meegenomen. Deze hoeveelheid wordt uitgedrukt in volume% van de stroom. Ieder anestheticum heeft specifieke eigenschappen en mag daarom alleen in speciaal daarvoor ontworpen verdampers worden toegepast.
Voor noodsituaties en om het systeem snel te kunnen vullen met 100% zuurstof zijn vrijwel alle toestellen uitgerust met een bypass: geheel buiten de verdamper om wordt de zuurstof rechtstreeks naar de patiënt gevoerd.
Het gasmengsel wordt vanaf de verdamper via een dunne slang gevoerd naar het patiëntensysteem.
Hiervan bestaan vele uitvoeringen, die in twee hoofdgroepen uiteenvallen:
1. Semi-open systemen: meestal eenvoudig uitgevoerde systemen waarbij de uitgeademde lucht niet wordt hergebruikt maar direct afgevoerd
2. Semi-gesloten systemen: tamelijk gecompliceerde systemen met een stelsel van eenrichtingskleppen, een houder met absorbermateriaal voor koolzuurgas en een reservoirballon (cirkelabsorber)